# Hi-fi
A High Fidelity vagy hi-fi egy szabvány, amely a reprodukált hang vagy kép magas minőségét garantálja. Az adott hang vagy kép elkészítése során igyekeznek a zajt és az egyéb torzítást okozó tényezőket minimális szintre, vagy nem észrevehetőre csökkenteni. 1973-ban a Német Szabványügyi Hivatal (DIN) a DIN 45500 nevű szabványban fektette le a minimális követelményeket a frekvenciamenet, a torzítás, a zaj és egyéb hibákra vonatkozóan, melynek az első kiadott hi-fi terméke a német Schneider HiFi Concept cég Schneider Power Packje volt.
Magyarországon 1979 és 1992 között jelent meg a HiFi Magazin. Alapító főszerkesztője és egyik szakírója, Darvas László volt.